# Hans Rott (Historiker)
Hans Adam Rott (* 12. November 1876 in Hunspach, Elsass; † 6. August 1942 in Badenweiler) war ein deutscher Historiker, vor allem Kunsthistoriker. Er war langjähriger Direktor des Badischen Landesmuseums Karlsruhe.

## Leben und Werk
Hans Rott studierte nach dem Besuch des Gymnasiums in Weißenburg zunächst Jura an der Universität Freiburg und wurde dort 1900 mit einer rechtshistorischen Arbeit zum Dr. jur. promoviert. Anschließend studierte er an der Universität Heidelberg Geschichte, Kunstgeschichte und Kirchengeschichte und wurde dort 1904 mit einer Arbeit zu Friedrich II. von der Pfalz zum Dr. phil. promoviert. 1906 unternahm er eine Reise durch Kleinasien zur Erforschung der dortigen christlichen Denkmäler. Rott war seit 1909 als Nachfolger von Max Wingenroth Direktorialassistent am Badischen Landesmuseum in Karlsruhe, wo er u. a. für die Inventarisierung der Kunstdenkmäler von Baden tätig war. Von 1919 bis zu seiner Pensionierung 1938 war er Direktor des Landesmuseums. Für seine Verdienste wurde ihm der Titel eines Professors verliehen. Er war Ehrenbürger der Technischen Hochschule Karlsruhe.
Er forschte und publizierte vornehmlich auf dem Gebiet der Kunstgeschichte Badens und Südwestdeutschlands zur Zeit des Umbruchs von der Spätgotik in die  Renaissance, wozu er vor allem archivalischen Quellen auswertete.

## Veröffentlichungen (Auswahl)
- Friedrich II. von der Pfalz und die Reformation, Heidelberg: Winter 1904 [Reprographie: Nendeln (Liechtenstein) : Kraus 1976].
- Kleinasiatische Denkmäler aus Pisidien, Pamphylien, Kappadokien und Lykien, Leipzig: Dietrich 1908 (= Studien über christliche Denkmäler, N.F. 5/6) Digitalisat.
- Neue Quellen für eine Aktenrevision des Prozesses gegen Sylvan und seine Genossen. In: Neues Archiv für die Geschichte der Stadt Heidelberg und der rheinischen Pfalz, Teil 1 im Bd. VIII, Heidelberg 1910, S. 184–259; Teil 2 im Bd. IX, Heidelberg 1911, S. 1–70.
- Die Kunstdenkmäler des Amtsbezirks Bretten, Tübingen: Mohr Siebeck 1913 (= Die Kunstdenkmäler des Grossherzogthums Baden, Bd. 9,1).
- Die Kunstdenkmäler des Amtsbezirks Bruchsal, Tübingen: Mohr Siebeck 1913 (= Die Kunstdenkmäler des Grossherzogsthums Baden, Bd. 9,2).
- Bruchsal. Quellen zur Kunstgeschichte des Schlosses und der bischöflichen Residenzstadt, Heidelberg: Winter 1914.
- Burg und Flecken Obergrombach (Bad. Amtsbezirk Bruchsal), Karlsruhe 1914.
- Kunst und Künstler am Baden-Durlacher Hof bis zur Gründung Karlsruhes, Karlsruhe: Müller 1917.
- Die Kirche zu Tiefenbronn bei Pforzheim, Augsburg: Filser 1929.
- Quellen und Forschungen zur südwestdeutschen und schweizerischen Kunstgeschichte im 15. und 16. Jahrhundert, Stuttgart: Strecker & Schröder:
  - Teil I: Bodenseegebiet in 2 Bänden, 1933
  - Teil II: Altschwaben und die Reichsstädte in 1 Band, 1934
  - Teil III: Der Oberrhein in 3 Bänden, 1936, 1938